# Macromia celaeno
Macromia celaeno är en trollsländeart som beskrevs av Maurits Anne Lieftinck 1955. Macromia celaeno ingår i släktet Macromia och familjen skimmertrollsländor. Inga underarter finns listade i Catalogue of Life.